# Chiesa di Santa Maria di Gesù (Raccuja)
La chiesa di Santa Maria di Gesù o del Gesù è un edificio religioso del comune italiano di Raccuja, nella città metropolitana di Messina.

## Descrizione

### Esterni
Grande edificio cinquecentesco a pianta basilicale, domina tutta la parte bassa dell'abitato e dà nome all'intero quartiere in cui si trova, detto propriamente matrice. La facciata è preceduta da un pregevole sagrato in conci squadrati di pietra arenaria e ciottoli granitici dal tipico colore rossastro, che compongono varie ed articolate figure geometriche. La struttura possiede una facciata interamente scolpita in conci di pietra arenaria scandita in lesene binate sormontate da capitelli compositi.
Lo schema risente di un'impostazione tardo-rinascimentale e manieristica ed è scandito in tre fasce verticali (preludio alle tre navate di cui si compone l'edificio) ed in due orizzontali, separate da ampia trabeazione. Pregevolissimo il disegno delle due porte laterali, sormontate ciascuna da una finestra ovoidale racchiusa in un cartiglio e alleggerita da festoni.
La torre campanaria, crollata parzialmente nel 1806, per come recita una targa posta alla base, si compone, nei primi due ordini, degli stessi materiali della facciata, oltre che dei medesimi motivi ornamentali; l'ordine superiore, la cella campanaria propriamente detta, è invece modesta realizzazione di primo Novecento, quando la Chiesa venne riaperta al culto dopo anni di spoliazione ed abbandono.

### Interni

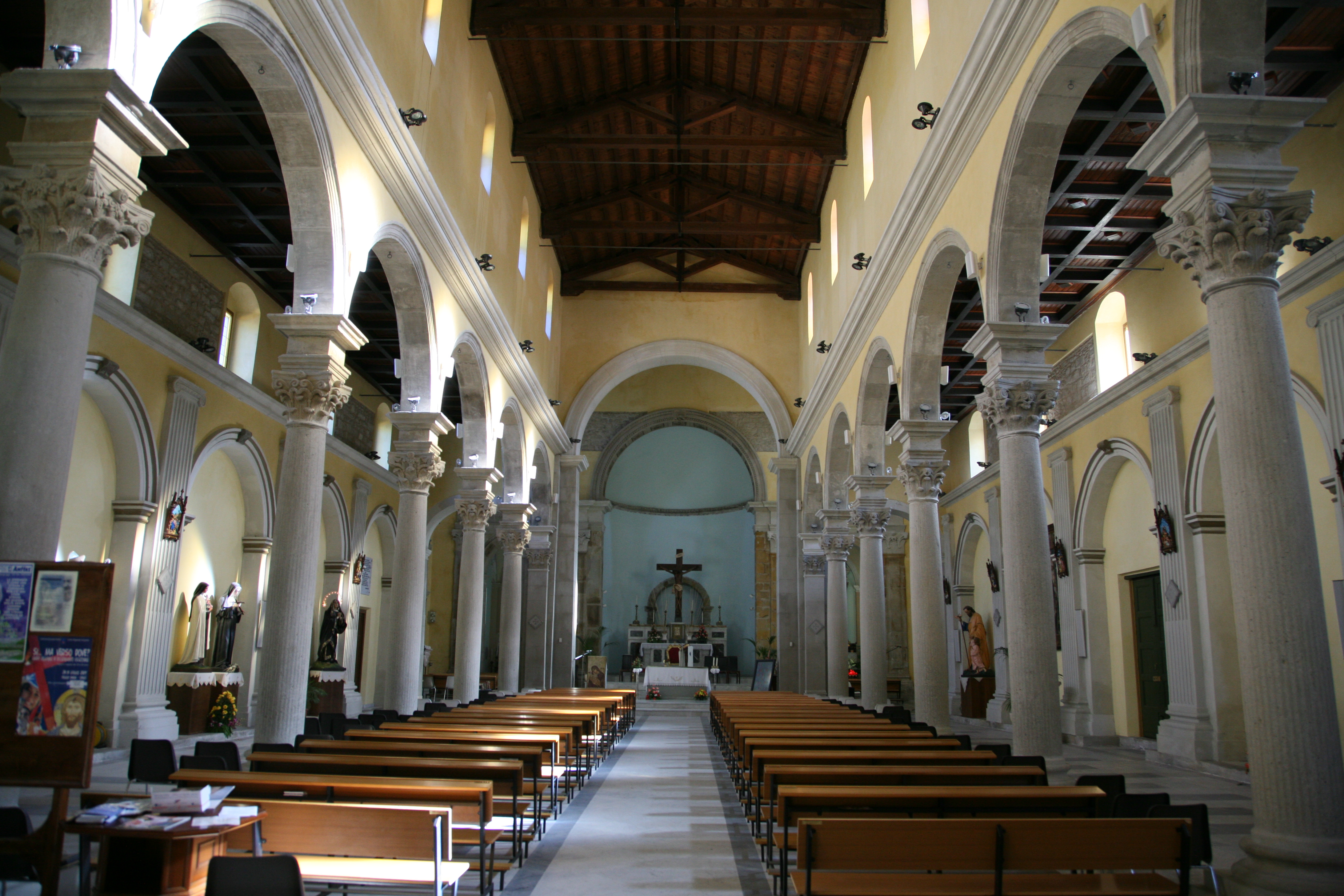
Chiesa Madre, interno basilicale a tre navate, con colonnato e altare maggiore.

L'interno è ampio e diviso in tre navate da dieci imponenti colonne corinzie, sormontate dal cosiddetto "dado brunelleschiano"; dalle navate si accede allo spazioso presbiterio, chiuso da due cappelle laterali sormontate da cupoletta (Cappella del SS. Sacramento, in marmi mischi, e Cappella dell'Annunciazione) e dalla grande abside centrale.
Si conservano tre statue marmoree di pregevole fattura: San Sebastiano, di Rinaldo Bonanno, Santa Maria del Gesù, titolare della Parrocchia e della chiesa stessa, di incerta attribuzione, ed il gruppo dell'Annunciazione, nell'omonima cappella, di Giovanni Battista Mazzolo (1532).
Due monumenti sepolcrali del Seicento si trovano nel presbiterio, l'uno in marmo bianco e piastre policrome, l'altro in granito sorretto da due leoni. Nelle navate, oltre a varie statue in cartapesta, di inizio Novecento e provenienti da laboratori di Lecce, vi sono una preziosa pala lignea, raffigurante la Madonna del Rosario, di inizio sec. XVII, ed una tela raffigurante la deposizione con le tre Marie, San Giovanni e simboli della passione, attribuita a Giuseppe Tomasi da Tortorici.